# Drama y luz
Drama y Luz é o décimo álbum de estúdio da banda mexicana Maná, lançado em 2011.

## Faixas
1. "Lluvia al corazón"
2. "Amor Clandestino"
3. "Mi Reina del Dolor"
4. "El Espejo"
5. "Sor María"
6. "Vuela Libre Paloma"
7. "No Te Rindas"
8. "Latinoamérica"
9. "El Dragón"
10. "El verdadero amor perdona"
11. "Envenéname"
12. "No te rindas" (version alternativa)